# Königreich Widin

Das Königreich Widin und das Tarnower Bulgarenreich zur Zeit von Zar Iwan Alexander

Das Zarenreich Widin (bulgarisch Видинското царство Widinsko Zarstwo, mittelbulgarisch Бъдинское цѣсарство) in der deutschen Literatur jedoch vor allem als Königreich Widin genannt war ein selbständiger bulgarischer Staat, der von 1337 bis 1396 existierte. Es entstand aus den Feudalbesitzungen der bulgarische Bojaren-Dynastie der Schischmaniden und umfasste die Stadt Widin mit der nordwestlichen Region Bulgariens.

## Geschichte
Das Königreich Widin wurde von Zar Iwan Alexander für seinen Sohn Iwan Strazimir begründet, als Kompensation dafür, dass er ihm die Thronnachfolge in Tarnowo entzog. Die Abtrennung dieses Königreiches als eigenständiges Land und damit die Schwächung Bulgariens war ein schwerer Fehler des Zaren, der noch lange nachwirken sollte. Vielleicht wäre das vereinigte Bulgarien gemeinsam mit der Region Widin stark genug gewesen der bald folgenden Eroberung durch das Osmanische Reich zu widerstehen.
Iwan Srazimir wurde im Frühjahr 1337 zum Zaren des Königreiches von Widin ausgerufen. Er war der zweite Sohn von Zar Iwan Alexander aus seiner ersten Ehe. Geboren wurde er 1324 oder 1325. Iwan Srazimir nannte sich „Zar der Bulgaren und der Griechen“. Zar Iwan Alexander hatte sich 1350 (oder 1351) von seiner ersten Frau, der Mutter Iwan Srazimirs geschieden und den erstgeborenen Sohn aus zweiter Ehe – Iwan Schischman – zum Thronnachfolger des Bulgarenreiches (Tarnower Bulgarenreich) erklärt.
Nach dem Tod von Zar Iwan Alexander im Jahre 1371 verschlechterten sich die Beziehungen von Iwan Srazimir, dem Herrscher des Königreiches von Widin, zum Tarnower Bulgarenreich. Iwan Srazimir trennte sein Königreich vom Patriarchat von Weliko Tarnowo und unterwarf die kirchlichen Institutionen dem Patriarchat von Konstantinopel. Damit wurde naturgemäß der griechische Einfluss in der Region stärker.
Es wurden Silber- und Kupfermünzen mit dem Abbild von Iwan Srazimir geprägt, die die Aufschrift trugen „Edler Zar der Bulgaren“. 1388 wurde das Königreich Widin ein Vasall des Osmanischen Reichs. 1396 ließ Iwan Srazimir die Truppen des ungarischen Königs Sigismund III. in die Stadt und ließ die Truppen der osmanischen Garnison in der Stadt erschlagen. Zu Srazimirs Pech erlitten die Truppen von Sigismund bald darauf am 25. September 1396 eine entscheidende Niederlage gegen die Osmanen in der Schlacht von Nikopolis (heute Nikopol). Danach wendete sich der osmanische Sultan Bayezid I. gegen Widin, nahm die Stadt ein und löste das Königreich Widin auf. Widin fiel zur Strafe endgültig unter osmanische Herrschaft.
Nach verschiedenen Quellen wird der Untergang des Königreiches von Widin mit 1396 oder 1397 angegeben.
Offiziell wird 1397 als das Jahr angegeben, in dem das Zweite Bulgarenreich unterging und die Bulgaren unter osmanische Herrschaft kamen, die erst nach fast 500 Jahren, 1878 mit der Niederlage der Osmanen im Russisch-Osmanischen Krieg (1877–1878) beendet wurde. Dieser Krieg wird heute in Bulgarien auch als Befreiungskrieg bezeichnet.
Zar Iwan Srazimir wurde gefangen genommen und in die Hauptstadt von Bayezid I. gebracht, nach Brusa, dem heutigen Bursa – 90 km südlich von Istanbul. Hier wurde Iwan Srazimir wahrscheinlich für den Rest seines Lebens festgehalten. Über sein weiteres Leben gibt es keine Quellen. Iwan Srazimir war der letzte Zar des Zweiten Bulgarenreichs.